# جامعة ولاية نيويورك
جامعة ولاية نيويورك هو نظام يضم جميع الكليات والجامعات الحكومية في ولاية نيويورك. ويعتبر أكبر نظام جامعي في الولايات المتحدة الأمريكية. يضم حوالي 64 حرم جامعي في جميع أنحاء الولاية. عدد الطلاب المنضمين لجامعات النظام حوالي 424,051 طالب بالإضافة ل 2,195,082 من تعليم الكبار. تحت قيادة كريستينا إم. جونسون توظف جامعات ولاية نيويورك حوالي 91,182 موظفا و 32,496 عضو هيئة تدريس وتمنح حوالي 7,660 درجة علمية وشهادة جامعية بميزانية قدرها 10 بليون دولار. تعتبر جامعة بافالو الجامعة الأكبر في النظام من حيث عدد الطلاب وعدد المتقدمين سنويا. تأسس النظام عام 1948 واليوم يشمل 64 حرم جامعي ومزيجًا من 29 حرمًا تديره الدولة وخمس كليات قانونية - بما في ذلك جامعات البحث وكليات الفنون الحرة والكليات المتخصصة والتقنية ومراكز العلوم الصحية وكليات منح الأراضي - و30 كلية مجتمع. تقدم هذه المؤسسات برامج متنوعة مثل هندسة السيراميك، والفلسفة، وتصميم الأزياء، والبصريات، والدراسات البحرية، والقانون، والتعليم الطبي، وكل شيء بينهما. تدير الجامعة أيضًا المستشفيات والعديد من معاهد البحث.